# Bernhard Friedrich von Krosigk (1656–1714)
Bernhard Friedrich Freiherr von Krosigk (* 8. Dezember 1656 in Magdeburg; † 11. September 1714 in Herxen, Niederlande), Herr auf Poplitz, Laublingen, Gröna, Plötzkau und Beesen, war Geheimer Rat und Betreiber astronomischer Studien.

## Leben

### Herkunft
Bernhard Friedrich stammte aus dem Adelsgeschlecht Krosigk. Er war der zweite Sohn von Vollrad Ludolf von Krosigk (1620–1671) und dessen Ehefrau Dorothea, geborene von der Asseburg  (* 1. Dezember 1624 in Neindorf; † 23. November 1674 in Beesen); neben seinem älteren Bruder Vollrat Busse (1654–1719) und dem jüngeren Levin August (1658–1686).

### Wirken
Nach dem Tod des Vaters fiel ihm bei der Erbteilung unter anderem das Gut Poplitz zu. Er erbaute daraufhin das Schloss Poplitz und wurde zum Stammvater der Poplitzer Linie.
Da er sich hauptsächlich mit astronomischen Studien beschäftigte, ließ er das Dach des neuen Poplitzer Herrenhauses mit einer Galerie zur Beobachtung der Sterne ausstatten. Des Weiteren hat er auf eigene Kosten ein Observatorium in Archangelsk errichten lassen.
Dienstlich wirkte Bernhard Friedrich von Krosigk zuerst in Wolfenbüttel als braunschweigischer Hofmarschall, Geheimer Rat und Oberst. 1690 wurde er von Anton Ulrich, Fürst von Braunschweig-Wolfenbüttel, nach Haag bevollmächtigt. Später rief ihn der preußische König Friedrich I. als Geheimrat nach Berlin.

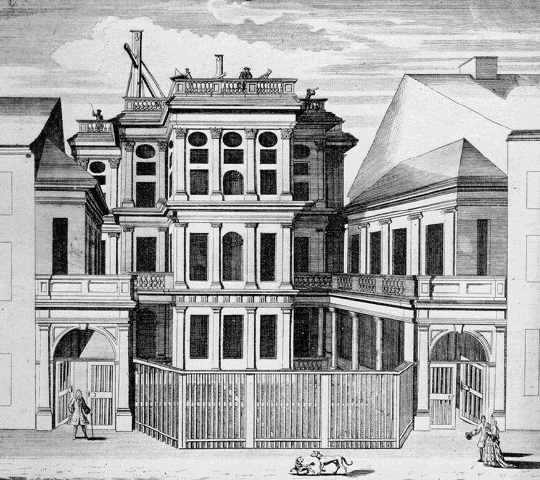
Sternwarte des Freiherrn von Krosigk in Berlin Neu-Cölln. Kupferstich von G. P. Busch, 1710

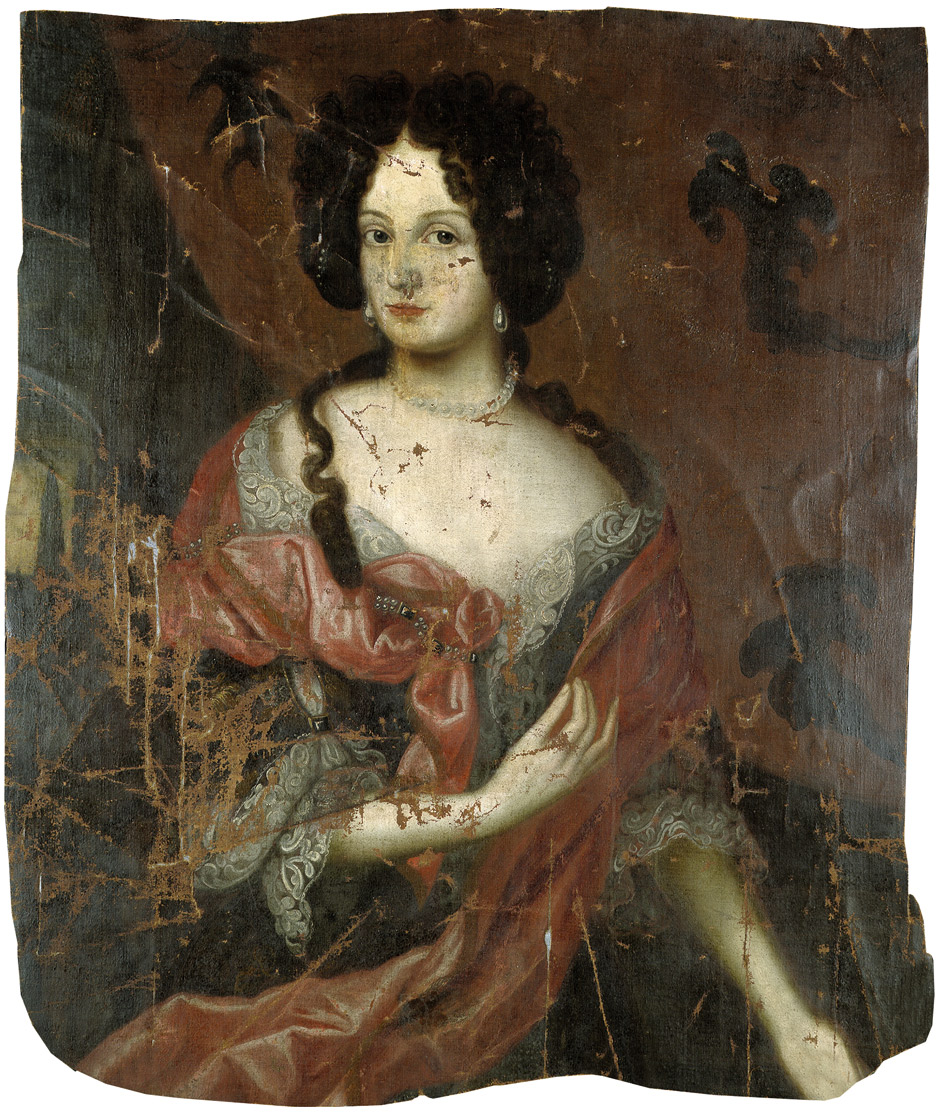
Anna Hedwig Sophie von Krosigk, geborene von Steinberg (etwa 1700)

Auch in Berlin richtete er sich auf seinem Haus im Stadtteil Neu-Cölln in der Wallstraße ein Observatorium ein. Während die Berliner Sternwarte für die gegründete Preußische Akademie der Wissenschaften noch in Bau war, konnte deren erster Astronom Gottfried Kirch die Privatsternwarte von Krosigk nutzen. 1704 finanzierte er Peter Kolb, den er 1702 als Sekretär auf seinem Gut Poplitz engagiert hatte, eine Expedition nach Südafrika zum Kap der Guten Hoffnung. Dort errichtete Kolb die erste Sternwarte Südafrikas und unternahm astronomische und meteorologische Forschungen. Ab 1705 ließ Krosigk seine Berliner Privatsternwarte von dem Astronomen Johann Heinrich Hoffmann leiten und von 1706 bis 1709 war an ihr der Astronom Johann Wilhelm Wagner angestellt; er sollte parallel zu Kolb in Südafrika die Parallaxe des Mondes vermessen, um mit den gleichzeitigen Beobachtungen von zwei möglichst weit voneinander entfernten Punkten auf der Erde die Entfernung des Mondes von der Erde genauer zu bestimmen.
Im Alter übernahm Bernhard Friedrich von Krosigk den Grundbesitz in Ober-Yssel in Holland und zog sich dort, ein Jahr vor seinem Tod, auf sein Gut Herxen zurück.

### Familie
Krosigk heiratete im Jahr 1688 Anna Hedwig Sophie von Steinberg (* 6. August 1665 in Bodenburg; † 8. August 1721 in Isenbüttel). Aus dieser Ehe gingen hervor:
- Marie Antoinette von Krosigk (* 6. Januar 1696 in Poplitz; † 18. Oktober 1759 in Köthen) ⚭ Johann Adolf von Krosigk (1666–1728), Herr auf Hohenerxleben und Rathmannsdorf
- Dorothea Louise (* 13. Dezember 1697; † 4. November 1749) ⚭ Werner Heinrich von Campe (* 13. Oktober 1684; † 16. Juli 1743)[3]
- Rudolf August von Krosigk (1700–1739)
- Heinrich von Krosigk (1700–1746) ⚭ Charlotte Elisabeth von Miltitz (1704–1788)

## Ehrungen
In Würdigung des engagierten Amateurastronomen wurde der 1960 entdeckte Asteroid (6842) Krosigk am 6. Oktober 1997 auf Vorschlag von A. von Alvensleben und Joachim Schubart nach ihm benannt.